# Park Kyung-mo
Park Kyung-mo (n. 15 august 1975, Okcheon County⁠(d), Chungcheong de Nord, Coreea de Sud) este un arcaș ce a reprezentat Coreea de Sud, medaliat olimpic. A participat la 2 ediții ale Jocurilor Olimpice (2004, 2008) în care a câștigat două medalii de aur și o medalie de argint.